# Rafael Benítez
Rafael "Rafa" Benítez (Madrid, 16. travnja 1960.) je španjolski nogometni trener i umirovljeni nogometaš. Trenutačno je bez kluba.
U karijeri je vodio Valenciju i još nekoliko momčadi La Lige, Liverpool, Inter, Chelsea, Napoli i Real Madrid. Benítez je najuspješniji trener u povijesti Valencije, a vodio ju je samo tri sezone.
| Prethodnik:  | Treneri Valencije 2001. – 2004. | Nasljednik:     |
| Héctor Cúper | Treneri Valencije 2001. – 2004. | Claudio Ranieri |